# Frank E. Stranges
Frank Ernest Stranges (* 6. Oktober 1927 Brooklyn, New York City; † 17. November 2008 Van Nuys, Los Angeles) war ein US-amerikanischer evangelikaler Theologe, Ufologe, Autor, Filmproduzent und angeblicher Geheimagent.

## Herkunft und Ausbildung
Über Stranges Kindheit und Jugend ist praktisch nichts bekannt. Als Jugendlicher soll er Opfer einer Entführung bzw. eines Raubüberfalls gewesen sein, bei dem auch auf ihn geschossen worden sein soll.
Stranges führte diverse akademische Grade. Nach Angaben der Veranstalter des „7. Internationalen Weltkongresses der UFO-Forscher“, der im November 1967 in Mainz stattfand und auf dem Stranges unter anderem neben Hermann Oberth und Erich von Däniken auftrat, besaß er Doktorgrade in Theologie und Psychologie der Florida State University sowie einen Doktorgrad in Kriminologie des Instituts für Kriminologie (National Institute of Criminology) in Washington. Außerdem studierte er an theologischen Seminaren in Macau und Hongkong. 1964 erhielt er den Titel eines Staatsanwalts honoris causa des Bundesstaats Louisiana. Er war Präsident der weltweiten Pfarrervereinigung International Evangelism Crusades, Inc. und Direktor des von ihm im Juli 1967 gegründeten Nationalen Untersuchungskomitees für Unidentifizierte Fliegende Objekte (National Investigations Committee on UFOs = NICUFO), das bis heute (Stand 2025) in Chatsworth, Los Angeles, existiert.
Ab 1967 war Stranges Ehrenmitglied der Deutschen UFO/IFO-Studiengesellschaft e. V., die 1956 von dem Kunstmaler und Verleger Karl L. Veit (1907–2001) in Wiesbaden gegründet worden war und auch den Mainzer Kongress ausrichtete.

## Tätigkeit als Ufologe
Stranges Interesse begann noch in seiner Collegezeit, angeregt durch Berichte eines ehemaligen Piloten der US Navy. Ab 1956 sichtete er selbst UFOs in Florida, Mexiko, Finnland und Los Angeles. Er hielt UFOs für Raumschiffe anderer Planeten.
Angeblich traf Stranges an einem nicht konkret genannten Datum im Dezember 1959 im Pentagon den Venusier Val Thor (Valiant Thor). Zu diesem Zeitpunkt hielt sich Stranges anlässlich eines Evangelisations-Kreuzzugs in Washington auf. Der Kontakt war durch eine Person hergestellt worden, die Stranges aus Geheimhaltungsgründen nicht benennen wollte. Der Außerirdische, der völlig humanoid aussah und normale Bekleidung trug, wollte die Menschheit zum christlichen Glauben zurückführen. Stranges ließ sich von ihm eine Art Raumfahreranzug zeigen, der wie flüssiges Sonnenlicht geschienen habe und resistent gegen Hitze, Säure und Diamantbohrer war. Anlässlich der Begegnung lobte der Außerirdische Stranges auch für sein Buch Flying Saucerama (Fliegendes Untertassen-Panorama), das 1959 in New York bei Vantage Press erschienen war. Seine Erlebnisse mit Val Thor schilderte Stranges in seinem Werk My Friend from Beyond Earth, das 1960 auch auf Deutsch unter dem Titel Mein außerirdischer Freund erschien.
Am 8. Juli 1966 war Stranges Teilnehmer eines UFO-Kongresses der Amalgamated Flying Saucer Clubs of America (AFSCA), den AFSCA-Gründer Gabriel Green (1924–2001) in Reno, Nevada ausgerichtet hatte. Nach Stranges Angaben – für den Vorfall gibt es keine weiteren Zeugen – lernte er auf der Tagung einen deutschsprachigen Mann kennen, dessen Namen er aus Geheimhaltungsgründen verschwieg. Der Mann führte ihn in der Nähe des Flughafens von Reno zu einem Ort, wo sich eine gelandete German Saucer befand, die starke Ähnlichkeit mit dem so genannten Schrieverschen Flugkreisel aufwies, wie er im deutschen Nachrichtenmagazin Der Spiegel 1950 abgebildet worden war. Die Flugscheibe habe sich geöffnet und sein Begleiter habe sich mit dem Piloten offenbar auf Deutsch unterhalten. Beide seien dann aber in einen Streit geraten, woraufhin der Pilot ihn und seinen Begleiter der Flugscheibe verwiesen habe, die daraufhin gestartet sei. Für Stranges war die Begegnung ein Beweis dafür, dass die „Untertasse“ (saucer) auf diesem Planeten von deutschen Ingenieure konstruiert worden war.
1969 trat Stranges als er selbst in der Episode The Dalotek Affair (Mondbasis bitte melden!) der von Gerry Anderson produzierten Science-Fiction-Fernsehserie UFO auf, wo er unter anderem über UFO-Sichtungen der US-Politiker Robert F. Kennedy und Gerald Ford berichtete. In der deutschen Synchronisation werden die Namen Kennedys und Fords nicht erwähnt.
Nach eigenen Angaben war Stranges von 1949 bis 1970 für verschiedene Geheimdienste als undercover agent in Minneapolis, Boston und Kalifornien tätig. Soweit bekannt, wurde dies nie von dritter Seite bestätigt.

## Werke
- Stranger at the Pentagon (1967)
- Flying Saucerama, New York 1959
- My Friend from Beyond Earth, 1960, deutsche Ausgabe Mein außerirdischer Freund, Wiesbaden (Ventla-Verlag) 1960.